# Третье правительство Бриана
Третье правительство Бриа́на — кабинет министров, правивший Францией 28 дней с 21 января по 18 февраля 1913 года, в период Третьей французской республики, в следующем составе:
- Аристид Бриан — председатель Совета министров и министр внутренних дел;
- Шарль Жоннар — министр иностранных дел;
- Эжен Этьен — военный министр;
- Луи Люсьен Клоц — министр финансов;
- Рене Беснар — министр труда и условий социального обеспечения;
- Луи Барту — министр юстиции;
- Пьер Боден — морской министр;
- Теодор Стег — министр общественного развития и искусств;
- Фернан Давид — министр сельского хозяйства;
- Жан Морель — министр колоний;
- Жан Дюпюи — министр общественных работ, почт и телеграфов;
- Габриэль Жюст’о — министр торговли и промышленности.